# ماريون باتس
ماريون باتس (بالإنجليزية: Marion Butts)‏ هو لاعب كرة قدم أمريكية أمريكي، ولد في 1 أغسطس 1966 في مقاطعة وورث في الولايات المتحدة.

## وصلات خارجية
- ماريون باتس على موقع مرجع كرة القدم المحترفة.كوم (الإنجليزية)